# 宝坻区烈士陵园
宝坻区烈士陵园，位于天津市宝坻区进京路71号，占地面积30000平方米，是一座园林式烈士陵园。

## 历史
- 1988年10月，动工。
- 1995年9月，建成。
- 1996年4月，正式对外开放。
- 1997年，成为天津市爱国主义教育基地。
- 2007年，建成宝坻革命事迹展馆楼。
- 2010年，全面修缮革命烈士纪念碑。

## 建筑
总体布局为中轴对称形式，自北向南，在中轴线上有宝坻革命事迹展馆楼、仿古牌楼、革命烈士纪念碑、烈士墓区四大纪念建筑物。
有集体墓一座，安葬着在抗日战争期间赵各庄战斗中牺牲的146名烈士。
革命烈士纪念碑占地面积900平方米，碑高24.6米。碑身是汉白玉板贴面，高大碑身四面嵌刻着曾在冀东地区战斗过的第六届全国人大常委会委员长彭真题写的“革命烈士永垂不朽”、李运昌题写的“缅怀先烈启迪后人”、李楚离题写的“人民英雄万古流芳”、张明远题写的“人民英雄浩气长存”。

## 开放时间
周一至周五的8:00-12:00与14:00-17:30两个时间段，面向公众免费开放。